# Urąbkowate
Urąbkowate (Donacidae) – rodzina małży z rzędu Veneroida obejmująca około 60 współcześnie żyjących gatunków. Są to zwierzęta morskie, niewielkich rozmiarów, przeciętnie 20–40 mm, tylko nieliczne z nich dorastają do 150 mm długości. Muszle w kształcie trójkąta, o bokach spłaszczonych, mocne, połyskliwe. Szczyty muszli są położone blisko jej tylnej krawędzi. Ubarwienie periostrakum zwykle żółte lub fioletowe, u niektórych gatunków bardzo zmienne – w obrębie tego samego gatunku spotykane są muszle o barwie od śnieżnobiałej po ciemnofioletową. Zmienność barw i proporcji muszli nastręcza trudności taksonomicznych. Przykładowo, wykazano, że przedstawiciele dwóch gatunków współwystępujących w strefie upwellingu Prądu Peruwiańskiego wyróżnianych ze względu na różnice w proporcjach muszli – Donax marincovichi i Donax obesulus – nie różnią się od siebie genetycznie. Połówki pustych muszli często pozostają złączone. Noga urąbkowatych jest mocna i długa – umożliwia wykonywanie skoków lub szybkie zakopanie się w dnie. 
Żyją w morzach pełnosłonych i w wodach słonawych, zagrzebane w piasku lub mule, najczęściej w płytkich wodach strefy przybrzeżnej. Często występują bardzo licznie – w skupieniach złożonych z milionów osobników. Są filtratorami. Niektóre gatunki są uznawane za przysmak.
W zapisie kopalnym znane są z warstw wielu okresów, począwszy od kredy, różnych regionów świata.

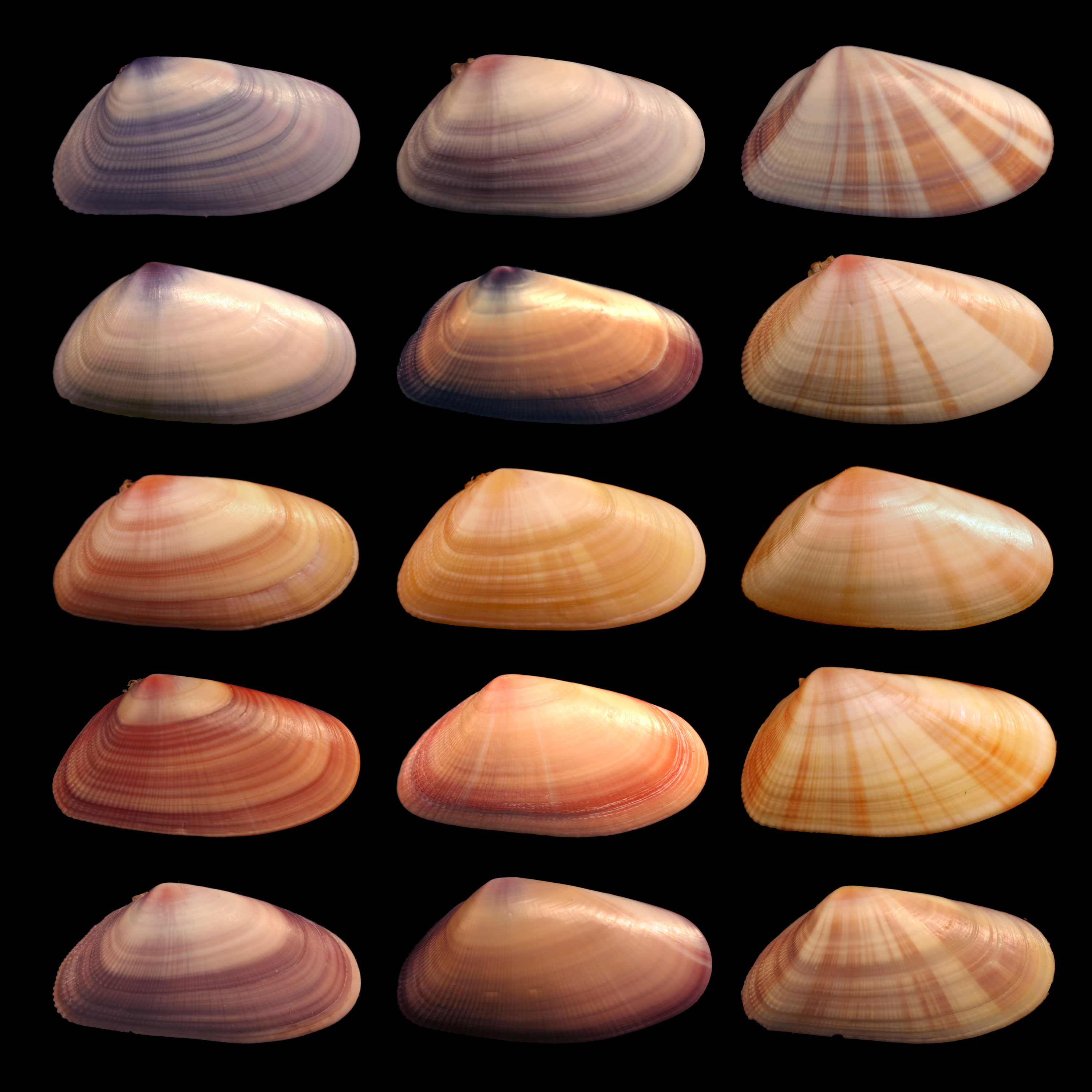
Zmienność fenotypowa muszli Donax variabilis

## Systematyka
Rodzina obejmuje rodzaje: 
- Amphichaena
- Chion
- Deltachion
- Donax
- Galatea
- Hecuba
- Iphigenia
- Latona
- Profischeria
- Serrula

Rodzajem typowym rodziny jest Donax.